# Mauro Pawlowski

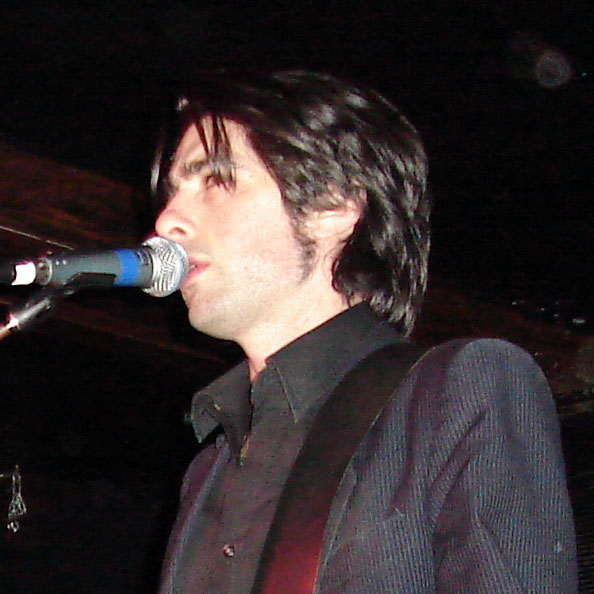
Mauro Pawlowski.

Mauro Pawlowski (Beringen, 24 de abril de 1971 es un músico belga conocido por ser vocalista y guitarrista de las bandas Evil Superstars, dEUS, Kiss My Jazz y The Love Substitutes.
Mauro utilizó una Fender Telecaster Thinline y una Springtime.

## Discografía
- Evil Superstars: Hairfacts EP (1994)
- Evil Superstars: Love is Okay (1996)
- Kiss My Jazz: In Doc's Place, Friday Evening (1996)
- Evil Superstars: Remix Apocalyps EP (1996)
- Mitsoobishy Jacson: Nougat in Koblenz (1996)
- Mitsoobishy Jacson: Sun of Aerobics EP (1996)
- Evil Superstars: Boogie-Children-R-US (1998)
- Kiss My Jazz: In the Lost Souls Convention (1998)
- Galina: Lachen Met Liefde (1998)
- Mitsoobishy Jacson: Boys Together Outrageously (1999)
- Kiss My Jazz: In a Service Station (1999)
- Mauro: Songs from a Bad Hat (2001)
- Monguito: Trompete in God (2001)
- Kris De Bruyne: Buiten De Wet (2001)
- Sue Daniels: Paris (2001)
- Monguito: Operación Megamix (2002)
- Mauro Antonio Pawlowski: Secret Guitar (2003)
- Mauro Pawlowski & The Grooms: Ghost Rock EP (2003)
- Shadowgraphic City: Shadowgraphic City (2004)
- Mauro Pawlowski & The Grooms: Black Europa (2004)
- Alex Chilton: Live in Anvers (2004)
- Somnabula: Swamps of Simulation (2004)
- The Parallels: The Parallels (2004)
- Mauro Pawlowski: Hallo, met Mauro (2004)
- Club Moral: Living (stone) (2004)
- Mauro Pawlowski & The Grooms: Tired of Being Young EP (2004)
- The Love Substitutes: Meet The Love Substitutes While the House is on Fire (2004)
- dEUS: Pocket Revolution (2005)
- The Love Substitutes: More Songs about Hangovers & Sailors (2006)
- OTOT: Truth & Style (2006)
- Possessed Factory: Vol. 1: Raised By Humans (2006)
- Othin Spake: The Ankh (2006)
- Bum Collar: Versatile Styles (2006)
- Horns: Horns, Halos & Mobile Phones (2006)
- Bum Collar: Topless Movies (DVD) (2007)
- Pawlowski, Trouve & Ward: S/T (2007)
- Possessed Factory: Vol.3 (2008)
- dEUS: Vantage Point (2008)
- Othin Spake: Child of Deception and Skill (2008)
- The Parallels: Arabia In Blue (2008)
- Club Moral: Felix Culpa (2008)
- Mauro Antonio Pawlowski: Undertanz (2008)